# Levantamiento de Varsovia (1794)
El Levantamiento de Varsovia de 1794 o Insurrección de Varsovia (en polaco: insurekcja warszawska) fue una rebelión armada del pueblo de Varsovia al inicio de la insurrección de Kościuszko. Apoyada por el ejército polaco, la revuelta tuvo como objetivo quitarle al Imperio ruso el control de la ciudad capital polaca. Comenzó el 17 de abril de 1794, poco después de que Tadeusz Kościuszko venciera en la Batalla de Racławice.
A pesar de que las fuerzas rusas contaban con más soldados y mejor equipamiento, las fuerzas regulares polacas y la milicia, armadas con rifles y sables del arsenal de Varsovia, causaron grandes pérdidas en un enemigo que fue tomado por sorpresa. Los soldados rusos se encontraron bajo fuego cruzado, y varias unidades se desbandaron rápidamente y padecieron importantes bajas en su retirada.
El enviado de Kościuszko, Tomasz Maruszewski, junto con Ignacy Działyński y otros habían preparado el terreno para la revuelta desde inicios de 1793. Tuvieron éxito en obtener apoyo popular: la mayoría de las unidades polacas acantonadas en Varsovia se unió a la revuelta. Una milicia nacional se reunió bajo las órdenes de Jan Kiliński, un maestro zapatero, formada por varios miles de voluntarios.
En cuestión de horas, la lucha se extendió de una calle en las afueras occidentales de la Ciudad Vieja de Varsovia a la ciudad entera. Parte de la guarnición rusa pudo retroceder a Powązki bajo la cobertura de la caballería prusiana, pero la mayor parte estuvo atrapada dentro de la ciudad. Las fuerzas rusas aisladas resistieron en distintas áreas por dos días más.

## Antecedentes
A partir de la Segunda Partición de Polonia de 1793, la presencia de guarniciones militares del reino de Prusia y del Imperio ruso en tierra polaca era casi continua. Las fuerzas de ocupación extranjeras contribuyeron tanto al derrumbamiento económico del ya debilitado aparato estatal y a la creciente radicalización de la población de Varsovia. La influencia extranjera en los tribunales polacos, a menudo encarnada por el embajador ruso Nikolái Repnin, fue significativa a lo largo de muchos años; durante las particiones de Polonia comenzó a influir sobre el gobierno polaco y la szlachta (nobleza), así como sobre el conjunto de la población.
Después de perder la Guerra ruso-polaca de 1792, el Consejo Permanente fue presionado por Rusia para realizar una reforma del ejército que consistía en reducir el ejército polaco a la mitad, y reclutar a los soldados no movilizados en los ejércitos ruso y prusianos. Esta iniciativa encontró una oposición secreta por parte de muchos oficiales y las armas y suministros de unidades desmanteladas fueron guardadas en almacenes en Varsovia.
A recibir noticias de la proclamación de Kościuszko en Kraków (24 de marzo) y su siguiente victoria en Racławice (4 de abril), la tensión en Varsovia creció rápidamente. El rey polaco Estanislao II Poniatowski se oponía a la revuelta de Kościuszko, y con el Consejo Permanente el 2 de abril emitió una declaración condenándolo. El Rey envió a Piotr Ożarowski, quién como Gran Hetman de la Corona era el segundo comandante militar después del rey, y el Mariscal del Consejo Permanente, Józef Ankwicz, a reunirse con Iosif Igelström, embajador ruso y comandante de todas fuerzas de ocupación rusas en Polonia, con una propuesta para evacuar ambos las tropas rusas y las tropas polacas leales al Rey a un campamento militar en Nowy Dwór Mazowiecki.

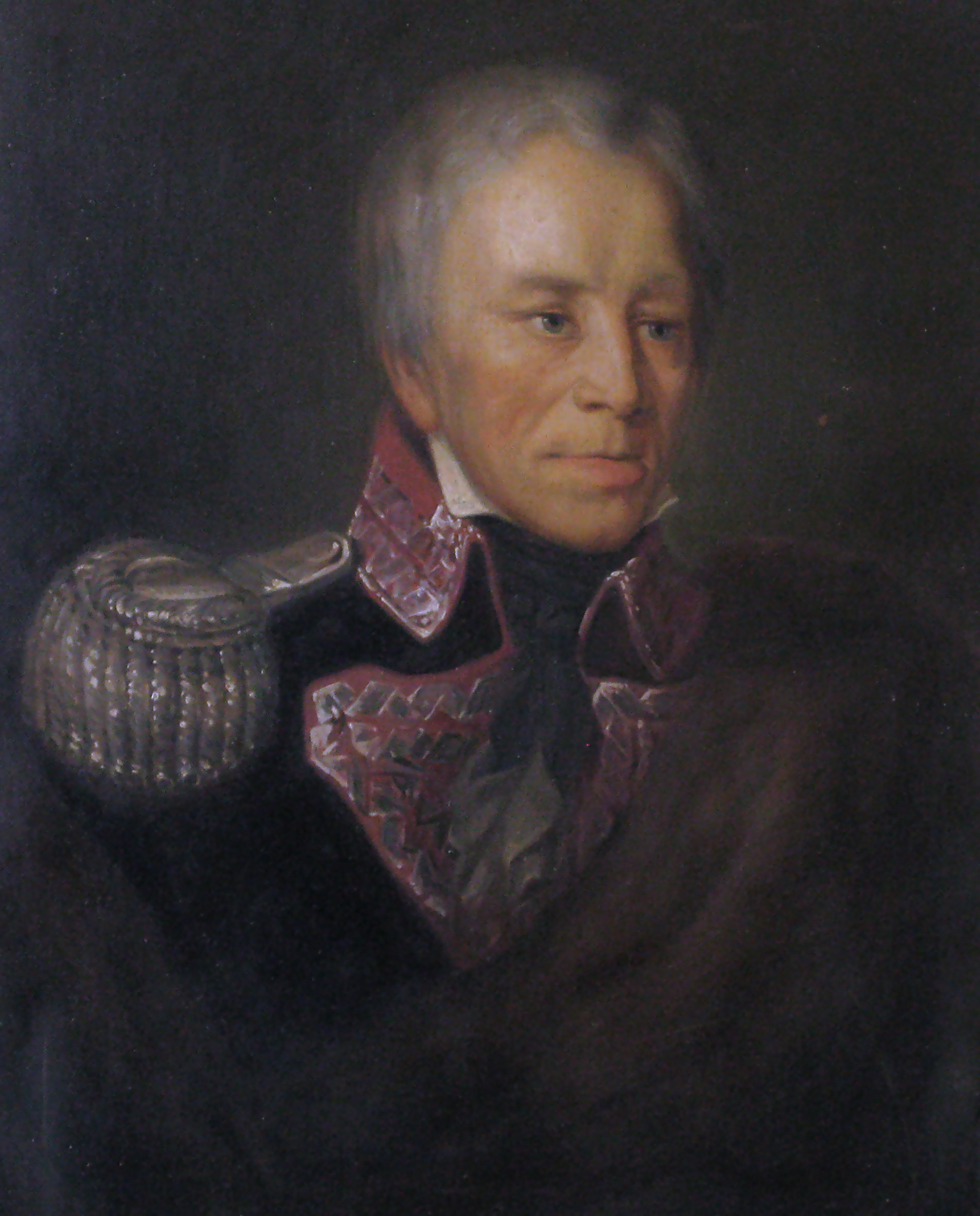
General Stanisław Mokronowski

Igelström rechazó el plan y se negó a evacuar Varsovia. Envió un cuerpo bajo las órdenes del general Aleksandr Jruschov para interceptar a Kościuszko e impedirle acercarse a Varsovia. También ordenó aumentar la vigilancia sobre personas sospechadas de simpatizar con la revuelta, e impuso censura sobre el correo que pasaba a través de Varsovia. Igelström emitió órdenes de arresto para todos aquellos que estaban sospechados de tener alguna conexión con la insurrección. Esto incluyó algunos de los dirigentes políticos más prominentes, entre ellos los generales Antoni Madaliński, Kazimierz Nestor Sapieha e Ignacy Działyński, el mayordomo del Rey Jan Walenty Węgierski, Mariscal del Sejm Stanisław Małachowski, Ignacy y Stanisław Potocki y Hugo Kołłątaj. Al mismo tiempo las fuerzas rusas se prepararon para desarmar la débil guarnición polaca de Varsovia bajo las órdenes del general Stanisław Mokronowski, tomando el arsenal de Varsovia en la calle Miodowa. Estas órdenes solo empeoraron la situación debido a que se filtraron a los polacos.
Las fuerzas rusas prepararon un plan para tomar los edificios más importantes para asegurar la ciudad hasta que llegaran refuerzos desde Rusia. El general Johann Jakob Pistor sugirió que rodear los cuarteles de unidades polacas "no seguras" y desarmarlas, y se capturó el arsenal de Varsovia para impedir que los revolucionarios accedieran a las armas. Al mismo tiempo obispo Józef Kossakowski, conocido prorruso, sugirió rodear las iglesias el sábado Santo 19 de abril con las tropas y arrestar a todos los sospechosos que asistieran a misa.

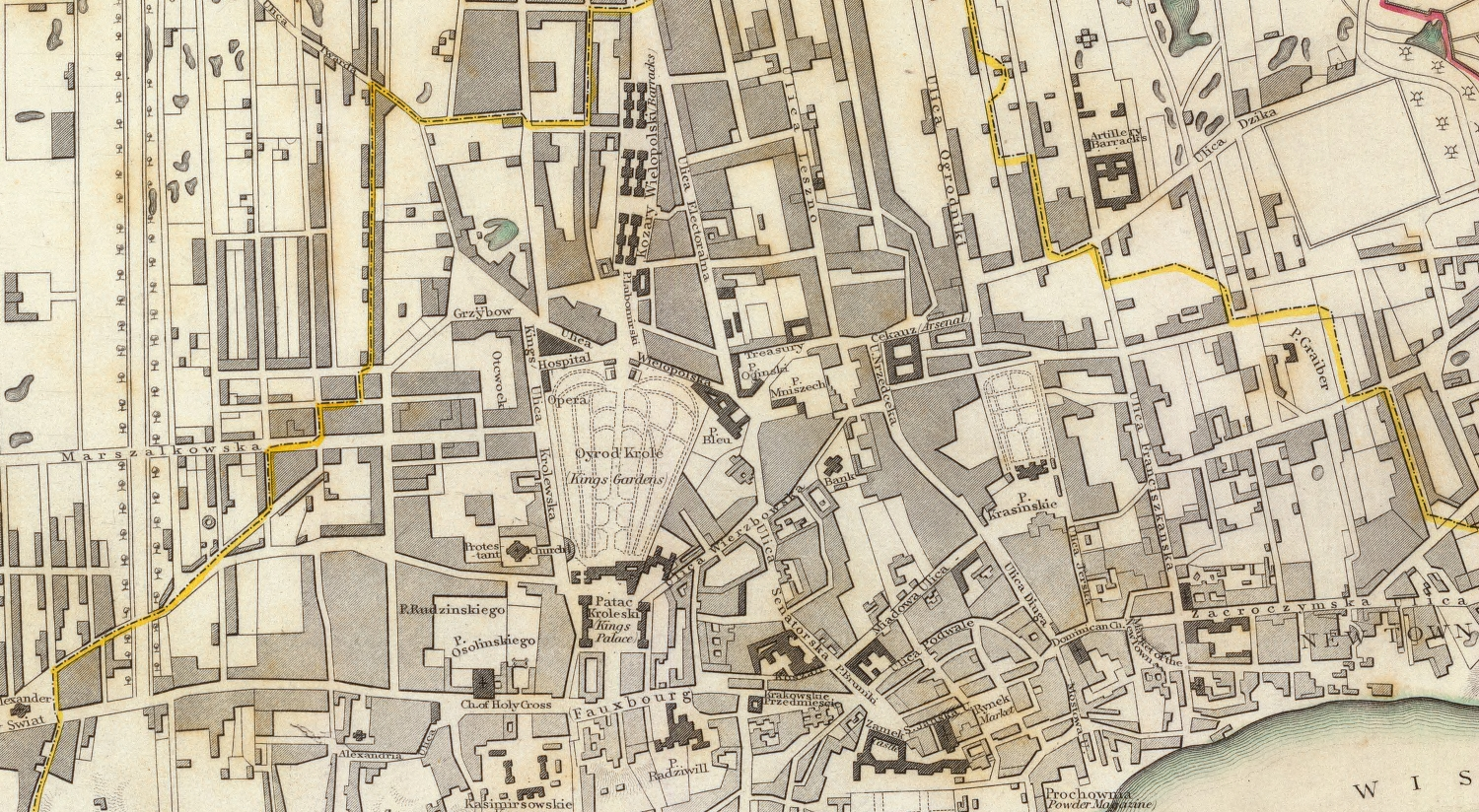
Centro de Varsovia en un mapa del año 1831

Del lado polaco, debilitado por los arrestos de algunos de sus líderes, tanto el radical polaco Jacobins y los seguidores más centristas del rey Stanisław August Poniatowski empezaron a preparar planes para un ataque a las fuerzas rusas con el fin de echarlas de Varsovia, la cual seguía siendo en teoría la capital de un estado independiente. Kościuszko ya había tenido seguidores en Varsovia, incluyendo a Tomasz Maruszewski, a quien había enviado a Varsovia con la misión para preparar la revuelta. Maruszewski creó la Asociación Revolucionaria (Związek Rewolucyjny), organizando a las anteriormente independientes facciones antirrusas. La Asociación incluyó entre sus miembros a varios agentes de alto rango de las fuerzas polacas acantonadas en Varsovia. Entre ellos, Michał Chomentowski, el general Krystian Godfryd Deybel de Hammerau, el mayor Józef Górski, el capitán Stanisław Kosmowski, Fryderyk Melfort, Dionizy Poniatowski, el teniente Grzegorz Ropp y Józef Zeydlitz.
Entre los más influyentes partisanos de la revuelta se encontraba el general Jan August Cichowski, comandante militar de la guarnición de Varsovia. Junto con el general Stepán Stepánovich Apraksin imaginó un plan para defender la ciudad contra los revolucionarios, y convenció los rusos de abandonar el arsenal, el Castillo Real y el depósito de pólvora defendido por las unidades polacas. Cichowski también socavó el plan ruso para reducir el número de los soldados que servían en las unidades polacas, lo que también terminó siendo vital para el éxito polaco. Al mismo tiempo, un prominente burgués, el maestro zapatero Jan Kiliński, comenzó a conseguir apoyos de otros ciudadanos. El rey no actuó, y los acontecimientos subsiguientes se produjeron sin ningún apoyo u oposición de su parte.

### Fuerzas contendientes
Como la mayor parte de las fuerzas polacas consistía en milicias irregulares o en unidades regulares en varias etapas de desmovilización, el número exacto de las tropas que lucharon para el lado polaco es difícil de estimar. Las nóminas de la guarnición rusa han sido preservadas, los cuales dan un número bastante exacto de los soldados regulares disponibles por Igelström.
Las fuerzas regulares polacas consistieron en 3000 hombres en armas y 150 caballos. La unidad polaca más grande era la Guardia de Infantería del Regimiento de la Corona Polaca con 950 hombres en armas. El regimiento tenía su cuartel en Żoliborz, fuera del centro de ciudad, pero también era responsable de custodiar el Castillo Real y algunos de los edificios de importancia estratégica. El 10.º Regimiento de Infantería estaba a punto de ser reducido a 600 hombres, pero en abril de 1794 podría todavía tener alrededor de 850 soldados. Además, dos compañías del reducido Regimiento de Fusileros se encontraba acantonado en la proximidad del arsenal y todavía contaba con 248 soldados.
Las fuerzas polacas incluían una variedad de unidades más pequeñas en varias etapas de desmovilización, entre ellos el 4.º Regimiento de Guardia del Frente, 331 hombres del 5.º Regimiento de Caballería y 364 hombres de la otrora poderosa Guardia de Caballería del Regimiento de la Corona Polaca. En el barrio oriental de Praga había 680 hombres y 337 caballos de los escuadrones de ulanos y el Batallón de Ingeniería ("pontonniers"). Las últimas unidades cruzaron el Vístula y participaron de la lucha pero como infantería estándar ya que sus caballos tuvieron que quedar del otro lado del río. Kazimierz Bartoszewicz en su monografía sobre el Levantamiento evalúa que el número de pobladores sirviendo en varias fuerzas de milicia irregulares no superaron los 3000, y probablemente totalizaron entre 1500 y 2000. Muchos de ellos eran veteranos desmovilizados de unidades polacas regulares que siguieron a sus unidades a Varsovia.
La guarnición rusa de Varsovia tuvo una fuerza nominal de 11 750 hombres, incluyendo 1500 caballeros, al menos 1000 artilleros con 39 pistolas y un número no especificada de cosacos. Debido a la corrupción extendida entre oficiales rusos, los batallones de infantería rusa rara vez tenían más de 500 hombres en armas en lugar de la fuerza nominal de 960. Según los listados rusos encontrados después del levantamiento en la embajada rusa y publicados luego en la Gazeta Wolna Warszawska, la guarnición rusa tuvo 7948 hombres, 1041 caballos y 34 cañones. La mayoría de ellos eran soldados de los regimientos Siberiano y Granaderos del Kiev. Además, Igelström podía pedir asistencia de la unidad prusiana del general Friedrich von Wölcky acantonada en el oeste de la ciudad en los campos entre Powązki y Marymont. Esta unidad contaba con 1500 hombres y 4 cañones.
A pesar de que la fuerza rusa era más numerosa que las unidades polacas que permanecieron en la ciudad después de la Guerra ruso-polaca de 1792, los soldados rusos estaban dispersos en la ciudad, custodiando numerosos almacenes o en puestos de avanzada delante de las residencias de sus oficiales. Además, sus órdenes en el caso de una revuelta armada eran a menudo contradictorias y no tenían en cuenta la posibilidad de luchar contra unidades polacas regulares.

## 17 de abril

### Movimientos iniciales
Después de que el plan ruso de vigilar las iglesias el sábado fuera descubierto por los polacos, se decidió que la revuelta comenzara inmediatamente. En miércoles Santo la guarnición polaca fue aprovisionada en secreto con municiones y cargas de artillería que por la noche se enviaron a varias partes de la ciudad. Los rusos eran conscientes de las preparaciones para la revuelta y sus tropas también fueron equipadas con munición adicional. A las 03:30 veinte dragones polacos dejaron el cuartel Mirów y se dirigieron hacia el Saxon Garden. Cruzaron una pequeña fuerza rusa equipada con dos cañones que custodiaba la Puerta de Hierro; el escuadrón tomó las posiciones rusas y capturó los cañones. Poco después el resto del regimiento de la Real Guardia de Caballería dejó el cuartel a pie y se dirigió en dos direcciones: hacia las puertas exteriores de la ciudad en Wola y hacia el arsenal de Varsovia, donde las fuerzas rusas preparaban un asalto. El personal del arsenal se reforzó con una pequeña tropa de la Caballería Nacional bajo las órdenes del coronel Jan Jerzy Giessler, quién cruzó el Vístula por la noche.

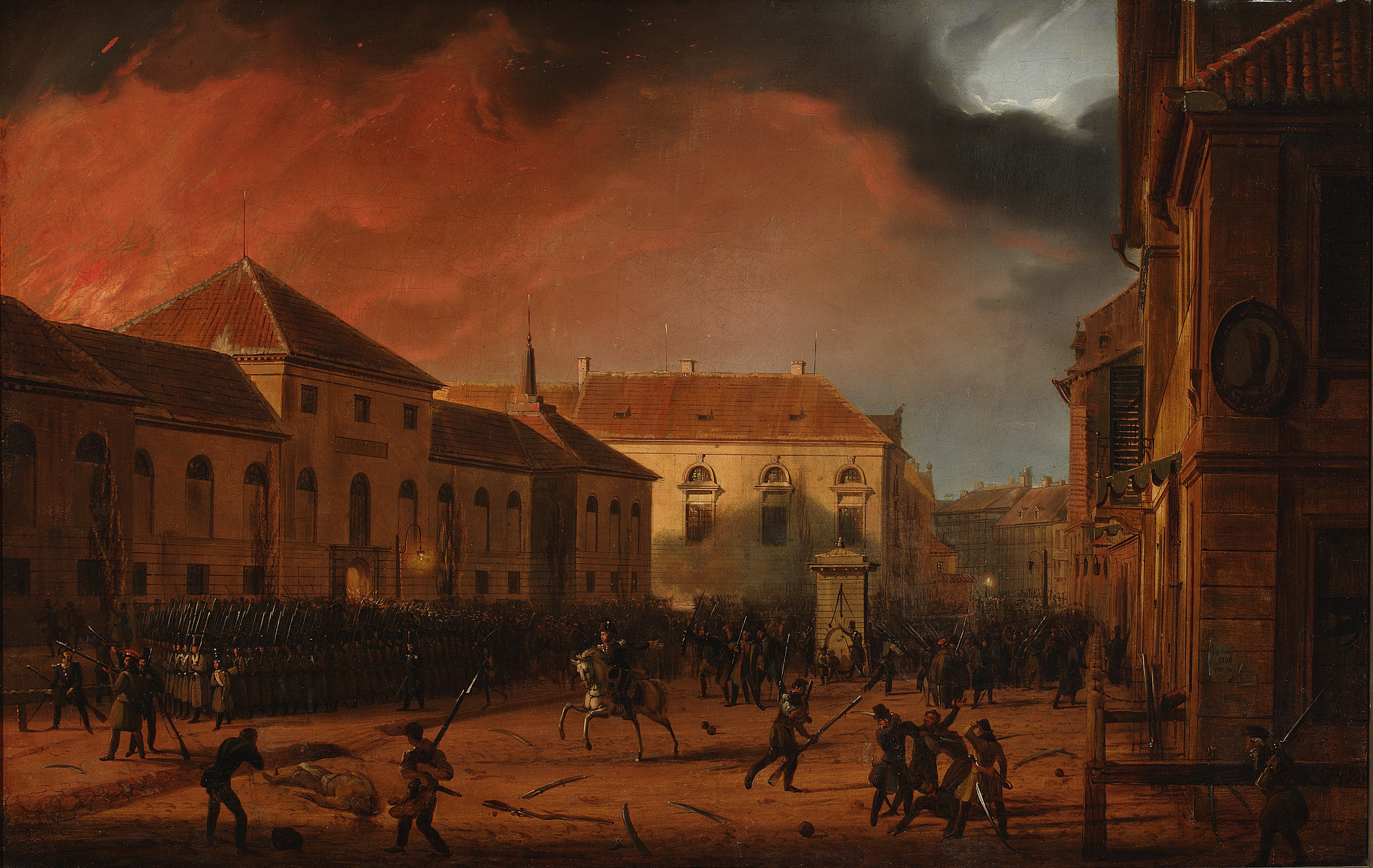
Arsenal de Varsovia, a la izquierda, fue el escenario de duros combates durante el levantamiento, así como 35 años más tarde en el Levantamiento de Noviembre.

A las 05:00 comenzó el ataque ruso al arsenal, pero fue repelido inesperadamente por las fuerzas polacas. Después de los primeros tiros, el personal del arsenal empezó entregar armas a los voluntarios civiles que se unieron inmediatamente a la lucha. El arsenal estuvo asegurado, pero el plan polaco de sorprender a la mayoría de los soldados rusos en las calles más que en los edificios y el cuartel, falló. Uno de esos grupos, armado con un cañón, irrumpió a través de la ciudad Vieja de Varsovia hacia la Plaza Krasiński, y otros dos marcharon a lo largo de la calle Długa. Su acción extendió la revuelta a todas las partes de la ciudad. Hasta que a las 06:30 las unidades regulares y la milicia chocaron con los puestos de avanzada rusos en las calles Nalewki, Bonifraterska, Kłopot y Leszno.
Los enfrentamientos iniciales causaron mucha confusión debido a que no todas las fuerzas implicadas había sido notificadas de los planes de ambos lados. Una de esas unidades era la unidad de la Guardia Real de Infantería, que irrumpió en la Plaza del Castillo para aguardar órdenes. Esta pequeña tropa se desplegó para defender al monarca en cuanto éste apareció en el patio del Castillo, pero al oír los sonidos de una batalla cercana, la unidad dejó al rey y se unió a la lucha en la calle Miodowa. Las fuerzas rusas, replegadas después de su fracaso inicial en las puertas del arsenal, se retiraron hacia la calle Miodowa, donde se reagruparon delante del palacio de Igelström. Fueron bombardeados por una pequeña fuerza polaca atrincherada en los jardines del Palacio Krasiński, pero pudieron destruir esa unidad polaca y reorganizarse. El caos entre los rangos rusos no pudo ser evitado en la medida que la comunicación entre Igelström y el resto de la ciudad estaba cortada, y no podía enviar órdenes para reforzar las unidades rusas estacionadas fuera del centro de ciudad. La cadena rusa de mandos estaba prácticamente paralizada. A las 07:00 la confusión había sido parcialmente aclarada y la lucha pesada en la calle Miodowa se había convertido en una batalla regular en la proximidad del arsenal y la sede de Igelström, en la medida que ambos lados luchaban para asegurar sendos edificios. Tres grupos rusos de asalto, atacaron el arsenal desde tres lados: desde Tłomackie, a lo largo de la calle Miodowa y desde la calle Franciszkańska. Todas las agresiones rusas fueron repelidas con pérdidas importantes para ambos bandos y los polacos empezaron un contraataque hacia las posiciones rusas en las calles Miodowa, Senatorska, Leszno y Podwale, pero con escaso éxito.

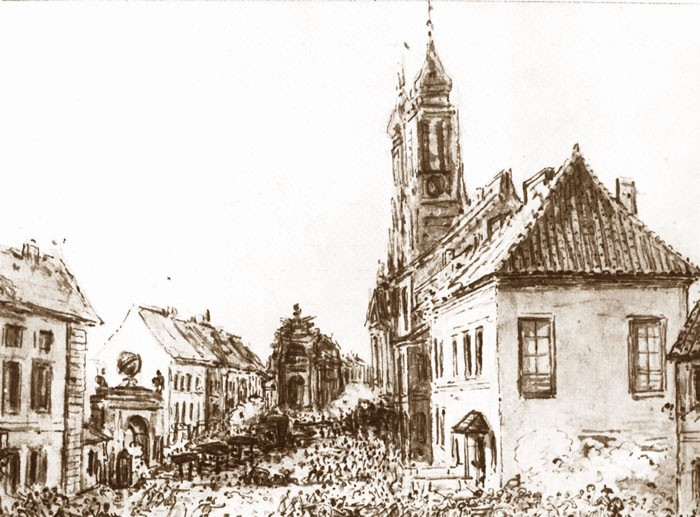
Un testigo de los combates fue Jan Piotr Norblin (1740–1830), pintor polaco nacido en Francia.

El ataque ruso a la calle Leszno tuvo como objetivo ocupar posiciones frente a la iglesia Carmelite. Después de varias horas de intensos combates, las fuerzas rusas fueron forzadas a retroceder a la iglesia donde la lucha continuó. Los soldados rusos se rindieron, y solo un destacamento pequeño, mayoritariamente compuesto por oficiales, continuó la lucha dentro de la iglesia, donde la mayoría de ellos pereció. También el batallón ruso bajo las órdenes del mayor Titov, atrincherado en la calle Bonifraterska, fue atacado alrededor de las 07:00 por los polacos. Después de cuatro horas de combate, los rusos retrocedieron hacia las afueras occidentales de la ciudad.
A las 06:00 el 10.º Regimiento Polaco de Infantería bajo las órdenes del coronel Filip Hauman dejó su cuartel en Ujazdów al sur del centro de ciudad, y empezó su marcha hacia el Castillo Real. Como consecuencia del caos en los rangos rusos, el regimiento llegó a las calles Nowy Świat y Świętokrzyska sin oposición de las tropas rusas atrincheradas allí, debido a que los comandantes rusos no supieron qué hacer. Fue detenido por una fuerza rusa en la calle Krakowskie Przedmieście, integrada por no menos de 600 hombres y 5 piezas de artillería, y comandada por el general Miłaszewicz. La fuerza rusa fue desplegada estratégicamente en ambos lados de la calle, tanto en el Palacio Kazimierz (actualmente el rectorado de la Universidad de Varsovia) y frente a la iglesia de la Santa Cruz. El coronel Hauman comenzó largas negociaciones con el comandante ruso a fin de que le permitiera pasar con sus fuerzas. Las negociaciones se rompieron y a las 08:00 el regimiento polaco atacó las posiciones rusas. Luego de una escaramuza, la unidad polaca fue parcialmente dispersada y debió replegarse. Parte de esa unidad, bajo las órdenes del mayor Stanisław Lipnicki retrocedió a la Iglesia Dominicana, donde la lucha continuó. Otra tropa comandada por el subteniente Sypniewski irrumpió en el Palacio Branicki, mientras que otros avanzaron hacia la Ciudad Vieja, rodeando a los rusos. Debido a eso, la infantería rusa al mando del general Miłaszewicz y una fuerza de caballería pequeña comandada por el príncipe Gagarin, aunque en principio parecían victoriosos, se encontraron bajo fuego cruzado y rodeados. Además, una reducida fuerza de milicia al mando de Jan Kiliński apareció en su retaguardia y todas las unidades polacas en el área atacaron a los rusos desde todas las direcciones, lo que resultó en la casi completa destrucción de las unidades rusas. El general Miłaszewicz fue herido al intentar retirarse con los restos de su fuerza hacia el palacio Kazimierz, mientras que el príncipe Gagarin retrocedió con algunos jinetes hacia el Saxon Garden, donde fueron emboscados por civiles que mataron a casi todos ellos. El 10.º Regimiento entonces enfiló alrededor del mediodía hacia la Plaza del Castillo, dónde participó en combates contra fuerzas rusas más pequeñas en la Ciudad Vieja.

### Centro de la ciudad

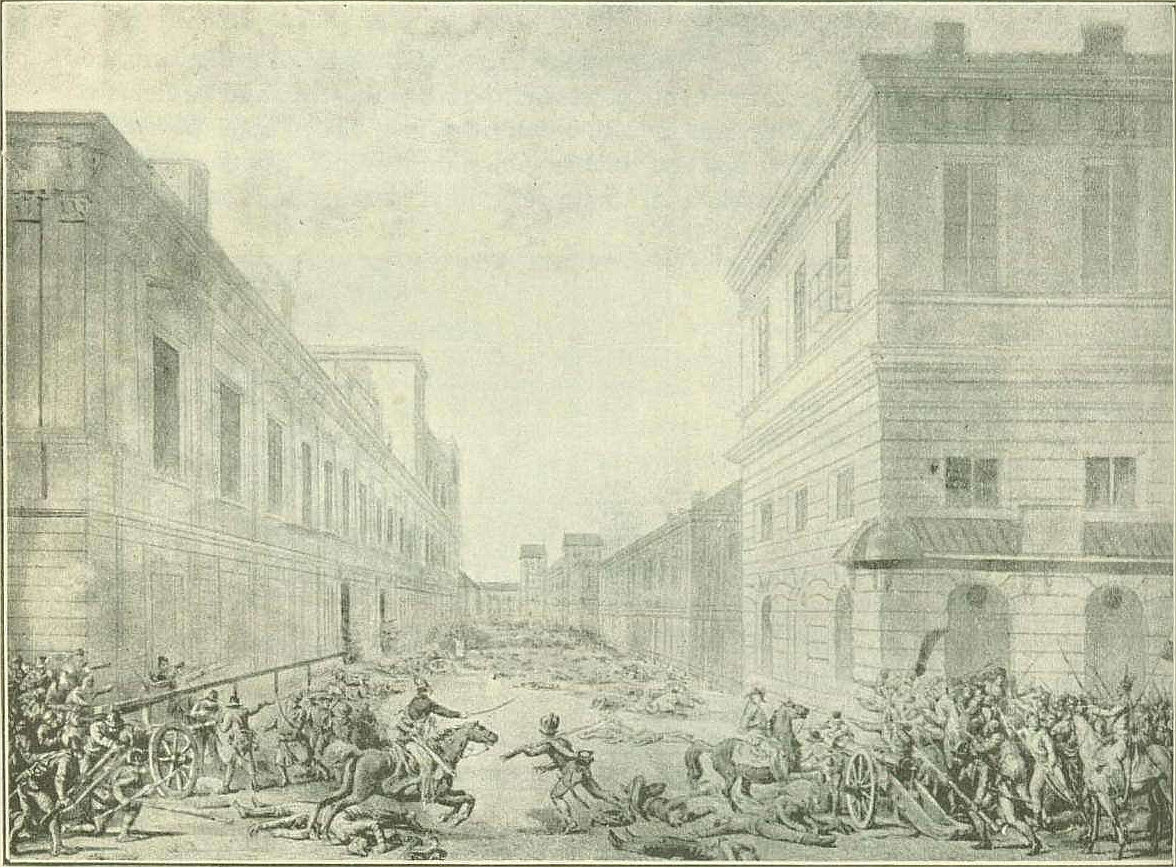
Combates en la calle Miodowa, croquis de Jan Piotr Norblin, 1794

La victoria del 10.º Regimiento marcó un punto de inflexión en la revuelta, al quebrar la moral de las fuerzas rusas. Después del mediodía la lucha frente a la sede de Igelström, en la calle Miodowa y por el arsenal continuó mientras ambos bandos recibían refuerzos de todas las partes de la ciudad. Las unidades rusas reforzaron sus defensas y a pesar de ello fueron forzadas a retroceder en dirección de la iglesia Franciscana, repelieron ataques polacos y capturaron el Palacio Krasiński que los polacos habían utilizado para dispararles por detrás. Al mismo tiempo el jardín del palacio quedado en manos polacas y los combates se extendieron a aquella área también. En otras partes de la ciudad las fuerzas rusas más pequeñas se defendieron de manera aislada, como fue el caso de la casa de Szanowski en el Vístula, en el barrio de Powiśle, donde una tropa rusa ofreció resistencia feroz contra el 10.º Regimiento hasta caída la tarde. Cerca, una fuerza rusa bajo las órdenes del mayor Mayer, formada por dos compañías, cada una armada con un cañón, se fortificaron en los baños de Kwieciński, donde se defendieron por varias horas. Después de varias cargas del 10.º Regimiento, el comandante ruso quedó con menos de 80 hombres, con quienes retrocedió al otro lado del río.
Mientras tanto, el rey y algunos miembros de la Confederación de Targowica se refugiaron en el Castillo Real de Varsovia. Entre ellos estaban Piotr Ożarowski, Józef Ankwicz, el Gran Mariscal de la Corona Fryderyk Józef Moszyński y el hermano del rey Kazimierz Poniatowski. Desde allí intentaron restaurar paz, pero sin ningún éxito. Poniatowski nominó dos personas de confianza para controlar las tropas: Ignacy Wyssogota Zakrzewski se convirtió en el alcalde de Varsovia, y el general Stanisław Mokronowski en el comandante en jefe de las tropas de Varsovia, pero ambos rápidamente cambiaron de bando y apoyaron el levantamiento.

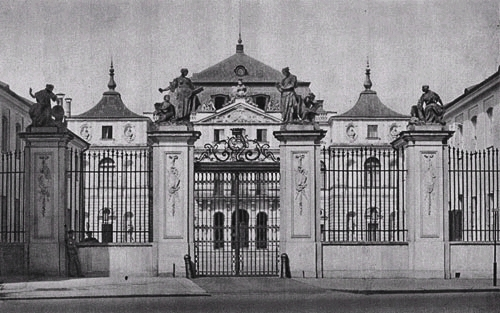
Palacio Brühl.

Al mismo tiempo el general Ivan Novitskiy reunió a más de la mitad de las fuerzas rusas en el sector occidental de la avenida Jerusalén. Cuatro mil hombres fueron retirados en esa zona sin haber disparado un solo tiro. Entre esas unidades había algunas que, de acuerdo al plan ruso, debían asegurar toda la parte del sur de Varsovia, incluyendo fuerzas bajo las órdenes del teniente coronel Kasztoliński y von Klugen, partes de la guardia personal de Igelström y los restos de la fuerza para participar en la batalla contra el 10.º Regimiento, comandada por el mayor Bago. Novitskiy, después de varias horas de espera, organizó una fuerza de refresco de 3000 hombres y 10 cañones, y marchó hacia el centro de ciudad. La columna cruzó la calle Marszałkowska sin encontrar oposición y alcanzó la plaza Sajona. Allí se enfrentó a una pequeña unidad de no más de 100 civiles armados con un cañón de 6 libras, al mando del capitán de artillería Jacek Drozdowski. La unidad polaca abrió fuego de su cañón y empezó a retroceder gradualmente a través de la plaza hacia la esquina norte del Palacio Brühl, disparando de manera continua. Mientras tanto el comandante ruso no emitió ninguna orden y su columna simplemente se detuvo al recibir fuego enemigo. A pesar de que era muy inferior en número, entrenamiento y equipamiento, la unidad de Drozdowski no fue atacada por los rusos, mientras que Novitskiy perdió control sobre sus tropas. Los soldados rusos se desbandaron e ingresaron al Palacio Sajón, que no estaba defendido, donde alcanzaron las bodegas que se encontraban llenas de alcohol. Los polacos continuaron con sus descargas de artillería durante casi tres horas, sin ser atacado. Cuándo una compañía del 10.º Regimiento que regresaba de Powiśle apareció en la calle Królewska, los rusos empezaron un retiro desorganizado hacia la avenida Jerusalén, dejando a Igelström librado a su suerte.

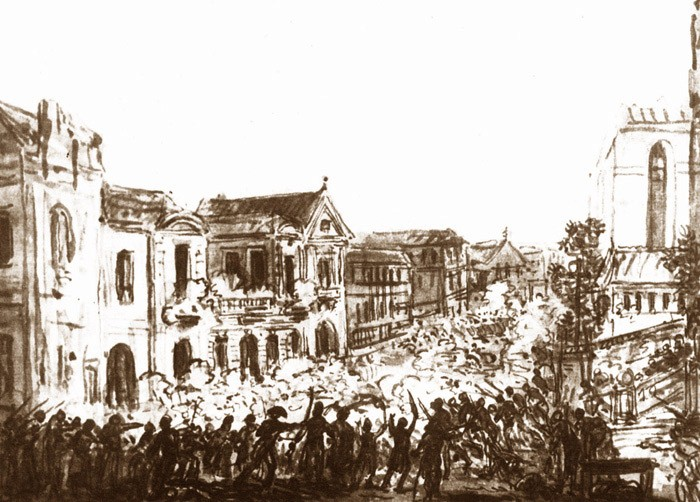
Ataque a la embajada rusa, croquis de Jan Piotr Norblin.

El retiro de la unidad rusa permitió a los polacos repeler otros ataques, incluyendo un ataque realizado por una fuerza de mil hombres desde la ciudad nueva de Varsovia hacia la puerta norte de la Ciudad Vieja. A pesar de que la fuerza rusa irrumpió en la Ciudad Vieja, para ese momento había perdido toda su artillería y más de la mitad de sus hombres. También fueron repelidos varios ataques al arsenal desde la calle Miodowa, bajo las órdenes del general Tishchev. Los rusos, formados en tres columnas, no coordinaron sus maniobras, permitiendo a los polacos enfrentarlos por separado. La primera columna bajo las órdenes de Tishchev se acercó al arsenal a las 15:00 desde la calle Miodowa. A pesar de que una de las torretas del edificio explotó, los polacos repelieron la agresión en media hora, antes de que los rusos recibieran refuerzos. La segunda columna rusa se acercó al arsenal a través del jardín de Krasiński, pero fue detenido por el fuego concentrado de varios cañones apostados entre los arbustos. El tercer batallón ruso, comandado personalmente por Tishchev, se acercó al arsenal desde el oeste, a lo largo de la calle Leszno, donde fue enfrentado por la Guardia Real. Después de un combate feroz, Tishchev murió después de que un disparo de cañón le arrancó una pierna, y el resto de su fuerza se rindió a los polacos.
En estas circunstancias los polacos lanzaron un contrataque con el objetivo de capturar el palacio de Igelström y las posiciones de las fuerzas apostadas en el área. Esto incluía un batallón comandado por Johann Jakob Pistor, un batallón llevado de Marywil bajo las órdenes del coronel Parfyeniev; un batallón del famoso Regimiento Siberiano; y una fuerza de caballería bajo las órdenes del brigadier Baur. Todos, excepto los hombres de Parfyeniev habían participado de los ataques fallidos al arsenal y al Castillo Real, y todos eran veteranos aguerridos. Cuando los polacos tomaron varios edificios a lo largo de la calle Senatorska, opuesta el palacio y dispararon a los rusos desde las ventanas, los rusos no pudieron reconstruir su cadena de mandos y se refugiaron en el palacio y la vecina iglesia Capuchina. Antes de las 16:00, el regimiento de Działyńelski alcanzó la calle Senatorska y lanzó un ataque frontal al palacio, pero fue sangrientamente repelido por los defensores rusos. El fuego constante de las ventanas y los techos de casas cercanas les impidió lanzar un contrataque ambos bandos alcanzaron lograron un impasse. Debido a ello, Igelström quedó con la única opción de aguardar refuerzos desde las afueras, pero eso no sucedió. Después del anochecer una unidad pequeña bajo el mando del mayor Titov inició un nuevo ataque a Igelström, pero no fue suficiente como para romper el impasse.
Incapaz de capturar el palacio, los polacos asaltaron las posiciones rusas delante de la iglesia Capuchina y el monasterio contiguo. Los rusos se retiraron al patio, desde donde la lucha se extendió al monasterio entero. Los polacos aseguraron el patio y colocaron un cañón que les permitió bombardear el monasterio, pero los combates cuerpo a cuerpo, con grandes bajas para ambos bandos, continuaron hasta muy entrada la noche. A medida que avanzaba la noche algunas unidades rusas más pequeñas perdieron cohesión e intentaron retroceder por sus propios medios. Muchos soldados iniciaron un saqueo, y el palacio Krasińelski fue uno de los edificios más prominentes saqueado por los soldados durante el levantamiento.

## 18 de abril

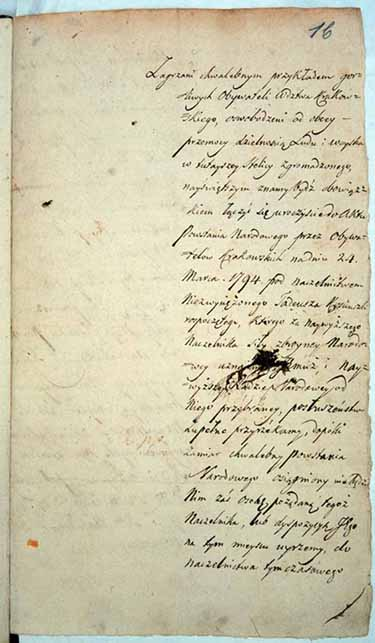
Documento de toma de posesión de Varsovia por el levantamiento de Kościuszko, firmado el 19 de abril

Por la noche continuaron los combates en varias partes de la ciudad. Las unidades rusas aisladas se defendieron en casas en varias partes de la ciudad. En la mañana del 18 abril, Mokronowski concentró en el principal baluarte ruso que quedaba en la ciudad, la embajada en la calle Miodowa. Las unidades polacas, reforzadas con civiles, continuaron con repetidos ataques al patio del edificio. A pesar de que todos estos intentos eran sangrientamente repelidos, los rusos también padecieron pérdidas significativas, en particular por el fuego constante desde los edificios ubicados al otro lado de la calle. Los rusos aguantaron en un área pequeña delimitada por las calles Miodowa y Długa, así como la plaza Krasiński y el palacio. Creyendo que una defensa más alejada de su palacio era en vano, Igelström dejó solo una fuerza de 400 hombres allí y se retiró al palacio Krasiński. Su plan era realizar una incursión para atravesar el centro de ciudad, pero todas las calles circundantes estaban llenas de cañones y tropas polacas.
Igelström solicitó permiso para capitular alrededor de las 10:00, habiendo sido incapaz de comandar la mayoría de sus tropas durante la revuelta. Después de obtener una tregua, se retiró al campamento prusiano cerca de Varsovia en Powązki, y luego aún más lejos de la ciudad, hacia Karczew. El número exacto de tropas que retrocedieron con Igelström es desconocido y varía de fuente a fuente, pero se estima entre 300 y 400 hombres, con 8 cañones. Apenas se descubrió la retirada de Igelström, se reiniciaron los ataques sobre las posiciones rusas. Las tropas restantes que defendían la embajada y cubrían la retirada de Igelström finalmente se quedaron sin municiones y sus posiciones fueron tomadas alrededor de las 17:00 por las fuerzas del 10.º Regimiento bajo las órdenes de Kalinowski, asistido por las milicias de Kilińlaski. Las fuerzas polacas liberaron a los prisioneros políticos encerrados por los rusos en el sótano y lograron asegurar la mayor parte del archivo secreto de la embajada, que cubría todas las operaciones secretas rusas en Polonia desde 1763. Entre los cautivos prominentes tomados durante el combate final por la embajada estaba el coronel Parfyeniev. Entre los documentos capturados estaban las listas de varios oficiales polacos a sueldo de los rusos; muchos de ellos fueron ejecutados más tarde. Las fuerzas polacas también capturaron el tesoro del embajador ruso, superando 95 000 ducados de oro. Esta victoria polaca marcó el fin del levantamiento, con las últimas unidades rusas en retirada. Los últimos focos de resistencia rusa fueron eliminados o se rindieron ese mismo día.

## Bajas
Durante la batalla la fuerza rusa perdió 2265 hombres y fueron heridos alrededor 2.000. Además, 1926 soldados rusos fueron tomados prisionero de guerra, incluyendo 161 oficiales.
Las fuerzas regulares polacas sufrieron entre 800 y 1000 muertos y heridos, las muertes de civiles y bajas entre las unidades de milicias irregulares no superaron los 700.

## Consecuencias
Varios factores contribuyeron a la derrota rusa. Igelström había reducido la guarnición, enviando algunas unidades fuera de Varsovia para enfrentar a las fuerzas principales de Kościuszko, y ubicó a sus restantes regimientos de manera tan incompetente que quedaban incomunicados muy fácilmente. Desde el inicio del levantamiento, las fuerzas polacas fueron asistidas por la población de civil y tenían la sorpresa de su parte; después de que la multitud capturó el arsenal de ciudad, los soldados rusos se encontraron bajo ataque en toda la ciudad.

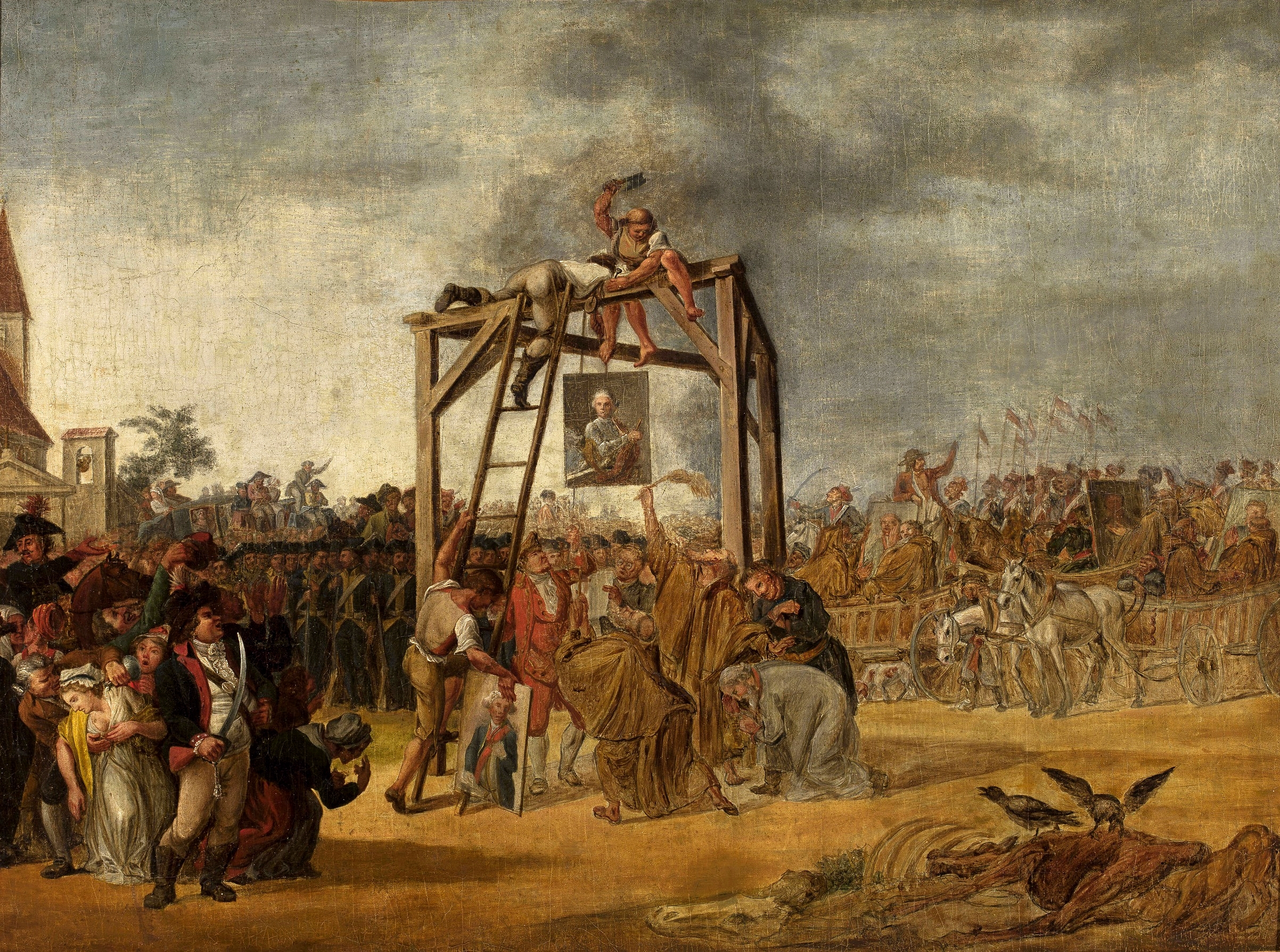
Ahorcamiento de traidores en el mercado de la Ciudad Vieja, pintura contemporánea de Jan Piotr Norblin.

El levantamiento de Varsovia significó una victoria significativa para la causa de Kościuszko, y los ecos de la victoria en Varsovia resonaron en todo el país. Ignacy Zakrzewski se convirtió en comandante en jefe de la ciudad y alcalde. El general Mokronowski repetidamente le suplicó al rey, quién era al mismo tiempo su primo, que apoyara la revuelta. El rey lo rechazó y el poder en la ciudad fue ejercido por el Consejo Provisional Provisional (polaco:Rada Zastępcza Tymczasowa) compuesto por Zakrzewski, Mokronowski, Józef Wybicki y Kiliński. Mokronowski fue expulsado rápidamente por su oposición a Kościuszko. El 27 de mayo el consejo fue disuelto, y el poder pasó al Supremo Consejo Nacional designado por Kościuszko (polaco:Rada Najwyższa Narodowa). El 9 de mayo cuatro seguidores prominentes de la Confederación de Targowica, incluyendo a Józef Ankwicz, Józef Kossakowski, el hetman Piotr Ożarowski y el hetman Józef Zabiełło, fueron sentenciados a muerte por el Tribunal Insurreccional y colgados en Varsovia. Unas cuantas semanas más tarde, el 28 de junio, una turba asaltó las prisiones y colgó a otros seguidores de Targowica, incluyendo al obispo Ignacy Jakub Massalski, al príncipe Antoni Stanisław Czetwertyński-Światopełk, al embajador Karol Boscamp-Lasopolski y otros. Felix Potocki no fue encontrado; su retrato fue colocado en la horca en su lugar. Kosciuszko puso rápidamente fin al linchamiento y declaró: "Lo que sucedió ayer en Varsovia llenó mi corazón con amargura y dolor...Quienes no obedecen las leyes no son dignos de libertad."
La Milicia Nacional de Varsovia creció a más de 20 000 hombres en armas y constituyó una parte importante del ejército polaco en su lucha en contra Rusia. Esto incluyó 1200 caballeros organizados por Peter Jazwinski y 6000 bajo las órdenes de Kiliński.
El levantamiento también tuvo amplias consecuencias en Rusia. A raíz de esta derrota, Igelström cayó en desgracia, a pesar de que se reivindicaría en batallas futuras. En el siglo XIX el levantamiento de 1794 fue presentado en la historiografía rusa Imperial como una masacre de soldados desarmados a manos de la turba polaca de Varsovia. El historiador ruso Platon Zhukovich relató los eventos en un tono horrorizado, con descripciones de supuestos asesinatos de soldados rusos desarmados en una iglesia ortodoxa durante la Eucaristía, aunque no existía una iglesia ortodoxa en Varsovia por ese entonces; la participación de la milicia de Kilińlaski fue seriamente sobrevalorada y no existen otras fuentes que confirmen la tesis que las fuerzas rusas se encontraban desarmadas. La derrota en esta batalla es a veces vista como una de las razones de la masacre de Praga, en la que las fuerzas rusas mataron entre 10 000 y 20 000 civiles de Varsovia después de su reconquista de la ciudad más tarde ese mismo año.
El levantamiento de Varsovia está conmemorada en la Tumba del Soldado Desconocido de Varsovia, con la inscripción "WARSZAWA 17 IV - 4 XI 1794".

### Citas
1. 1 2 3  Williams,, Google Print p. 418.
2. 1 2 3 4  Kukiel,, p. 186.
3. 1 2  "Igelström Iosif A.",, ¶ 1-2.
4. 1 2 3 4  Rambaud & Saltus,, Google Print p. 122.
5. ↑  Kukiel,, pp. 173–175.
6. ↑  Tokarz,, p. 52.
7. 1 2  Bideleux,, p. 161.
8. 1 2  Zahorski,, pp. 17–36.
9. ↑  Tokarz,, pp. 43–45.
10. ↑  Bartoszewicz,, pp. 188–190.
11. ↑  Storozynski,, p. 185.
12. ↑  Tokarz,, p. 69.
13. 1 2  Bartoszewicz,, p. 188.
14. ↑  Tokarz,, pp. 46.
15. 1 2  Tokarz,, pp. 48–49.
16. 1 2 3 4 5 6 7 8 9 10 11 12 13 14  Bartoszewicz,, pp. 190–211.
17. 1 2  "Rozbicie spisku w Warszawie",, ¶ 2-7.
18. ↑  Reszka,, ¶ "Bitwa pod Racławicami".
19. ↑  Williams,, Google Print p. 418.
20. 1 2 3  Pistor & Prawdzic-Chotomski,, p. 150.
21. ↑  Wojda,, p. 100.
22. ↑  Bartoszewicz,, pp. 185–188, 190.
23. ↑  Bartoszewicz,, pp. 185–188.
24. ↑  Tokarz,, pp. 51–59.
25. 1 2 3  Szyndler,, pp. 93–94.
26. ↑  Lukowski,, p. 258.
27. ↑  Tokarz,, p. 49.
28. ↑  Tokarz,, p. 51.
29. ↑  Tokarz,, p. 54.
30. 1 2 3  Kukiel,, p. 183.
31. ↑  Pistor & Prawdzic-Chotomski,, p. 37.
32. ↑  Tokarz,, p. 60.
33. 1 2 3  Borejsza,, pp. 59–60.
34. 1 2  Tokarz,, p. 68.
35. 1 2 3 4 5 6  Bartoszewicz,, p. 192.
36. ↑  Tokarz,, p. 61.
37. ↑  Tokarz,, pp. 61–62.
38. ↑  Tokarz,, pp. 62–63.
39. 1 2  Tokarz,, p. 64.
40. ↑  Tokarz,, pp. 65–67.
41. ↑  Korzon,, pp. 370–374.
42. ↑  Bartoszewicz,, pp. 192–193.
43. 1 2 3 4 5  Tokarz,, p. 32.
44. ↑  Tokarz,, pp. 32–40.
45. ↑  Tokarz,, pp. 40–42.
46. ↑  Storozynski,, p. 186.
47. ↑  Tokarz,, p. 42.
48. 1 2 3 4 5  Kukiel,, p. 184.
49. ↑  Herbst,, p. 7.
50. ↑  Tokarz,, p. 110.
51. ↑  Poniatowski,.
52. ↑  Bartoszewicz,, p. 193.
53. 1 2 3 4  Kukiel,, pp. 183–190.
54. ↑  Tokarz,, p. 115.
55. 1 2 3 4 5 6 7 8 9 10 11  Kukiel,, pp. 184–185.
56. 1 2 3 4 5 6 7 8 9  Bartoszewicz,, pp. 194–195.
57. ↑  Bartoszewicz,, pp. 194-195.
58. ↑  Bartoszewicz,, pp. 190, 192, 195.
59. 1 2  Bartoszewicz,, p. 195.
60. ↑  Kudinov,, ¶ 43 "Фёдор Сергеевич (1757–1794)".
61. ↑  Bartoszewicz,, pp. 195–196.
62. 1 2 3 4 5 6 7 8 9 10 11 12  Kukiel,, p. 185.
63. 1 2 3 4 5 6 7  Bartoszewicz,, p. 196.
64. 1 2  Kukiel,, pp. 185–186.
65. ↑  Tokarz,, pp. 157–159.
66. ↑  Tokarz,, p. 159.
67. ↑  Tokarz,, p. 106.
68. ↑  Tokarz,, pp. 107–109.
69. 1 2  Bartoszewicz,, p. 199.
70. 1 2 3 4  Bartoszewicz,, pp. 196–197.
71. ↑  Bartoszewicz,, p. 197.
72. ↑  Bartoszewicz,, pp. 196–199.
73. 1 2 3 4 5 6 7  Bartoszewicz,, pp. 197–198.
74. 1 2 3  Bartoszewicz,, pp. 198–199.
75. 1 2 3 4 5  Bartoszewicz,, pp. 199–200.
76. 1 2 3 4 5 6 7 8  Bartoszewicz,, p. 200.
77. 1 2 3 4 5 6 7 8 9 10 11 12  Bartoszewicz,, p. 201.
78. ↑  Nałęcz,, p. 10.
79. ↑  Suchodolski & Ostapowicz,, pp. 159–160.
80. 1 2  Ledonne,, p. 59.
81. 1 2  Zhukovich,, ¶ 1-13.
82. ↑  Storozynski,, p. 188.
83. ↑  Storozynski,, p. 197.
84. ↑  Storozynski,, p. 192.
85. ↑  Davies,, p. 540.
86. ↑  Storozynski,, p. 195.
87. 1 2  Storozynski,, p. 196.
88. ↑  Zhukovich,, ¶ 2.
89. ↑  Grygorowicz,, pp. 331–332.
90. ↑  Shefov,, pp. 79–80.